# Karpackie Towarzystwo Narciarzy
Karpackie Towarzystwo Narciarzy – pierwsze polskie stowarzyszenie narciarskie. 

## Historia
Utworzone 29 stycznia 1907 we Lwowie, podczas zebrania założycielskiego, w którym udział wzięło 22 miłośników turystyki górskiej. Celem KTN był rozwój narciarstwa i turystyki zimowej w Karpatach Wschodnich, przede wszystkim na Pokuciu i jego górskiej części zamkniętej rzekami Prut i Czeremosz, czyli Huculszczyźnie. W ramach działalności statutowej KTN zbudował w 1911 r Schronisko Turystyczne w Sławsku w Bieszczadach Wschodnich (powiat stryjski) i prowadził je do czasów II wojny światowej.  

## Członkowie
Wśród 22 członków założycieli byli m.in.: Kazimierz Panek, prof. Zygmunt Klemensiewicz, Maksymilian Dudryk, Roman Kordys, Mieczysław Lerski, Jerzy Maślanka, bracia Tadeusz i Marian Smoluchowscy. Klub KTN reprezentował m.in. Józef Kawecki.